# ماموری
مأموری (به انگلیسی: Mamoori) یک روستا در پاکستان است که در ناحیه دیره غازی خان واقع شده‌است. مأموری ۱۱۵ متر بالاتر از سطح دریا واقع شده‌است.